# ملتقى سجلماسة لفن الملحون
ملتقى سجلماسة لفن الملحون هو ملتقى ثقافي، تُنظمه وزارة الثقافة المغربية بتعاون مع عمالة (محافظة)إقليم الرشيدية كل سنة، بكل من مدن الرشيدية والريصاني وأرفود (جنوب شرقي المملكة المغربية).
يسعى الملتقى من خلال دوراته السنوية إلى الحفاظ على التراث الفني الأصيل من خلال الاهتمام ودعم فرق الملحون، وتشجيع المواهب الشابة وذلك بتنظيم المسابقة الوطنية المغربية للإنشاد والعزف والنظم في هذا الفن للأطفال أقل من 18 سنة. كما يفتح الملتقى الباب لكل المبادرات التي تعمل على الاجتهاد والتجديد كما كان الشأن في احتضان عدد من التجارب في هذا المجال مثل تجربة المزج بين فن الملحون والطرب الأندلسي وبين فن الملحون وفن السماع والإنشاد.
و تشكل كل دورة من دورات الملتقى وقفة للتأمل والتفكير في مستقبل هذا الفن التراثي المغربي الأندلسي بين المحافظة والتطوير. وذلك من خلال ابتكار سـبل أكثر نجاعة للتعريف به وتعميمه وصيانته وتوثيق قصائده وتكريم شيوخه وأعلامه.
تشارك في إحياء حفلات المهرجان، مجموعات «سجلماسة لفن الملحون بأرفود»، بمشاركة الفنانة ثريا الحضراوي، و«جوق طرب الملحون» بمكناس، بمشاركة الفنانتين ليلى المريني ونعيمة الطاهري، والفنان التهامي المدغري. وفي مدينة أرفود، تحتضن دار الثقافة المسابقة الوطنية في فن الإنشاد، وسهرة بمشاركة مجموعات «هواة الملحون في مراكش»، و«نهضة الملحون» بسلا، و«أحمد بورقية» بأزمور. كما تُنظم ندوة حول موضوع «الملحون والمسرح»، بمشاركة عبد الرحمان الكرومبي، وعبد المجيد فنيش، وسالم عبد الصادق.